# Liste der Auszeichnungen der Fernsehserie Carnivàle
Dieser Artikel bietet einen Überblick über die Auszeichnungen und Nominierungen, die die US-Fernsehserie Carnivàle erhalten hat.
Die erste Staffel erhielt eine Vielzahl von Preisen und Nominierungen, inklusive fünf Emmy Awards und zwei Emmy-Nominierungen in den Creative-Arts-Kategorien. Die zweite Staffel wurde acht Mal für einen Emmy nominiert. Nominierungen für zwei Golden Reel Awards, vier Satellite Awards und zwei Saturn Awards führten zu keinem Sieg. Die einzige Schauspielerin von Carnivàles großem Cast, die einen Preis erhielt, war Adrienne Barbeau (Ruthie) mit einem Women’s Image Network Award. Alles in allem erhielt Carnivàle neun Preise von 21 Nominierungen.

## Costume Designers Guild Awards
Gegründet 1999, die Costume Designers Guild Awards honorieren Kostümdesigner in Kinofilmen, Fernsehen und Werbung. Carnivàle wurde zweimal nominiert und gewann 2003 einen Preis.
| Jahr | Kategorie                                          | Nominierung                | Ergebnis  |
| ---- | -------------------------------------------------- | -------------------------- | --------- |
| 2003 | Excellence in Period/Fantasy Design for Television | Ruth Myers, Terry Dresbach | Gewonnen  |
| 2005 | Outstanding Period/Fantasy Television Series       | Chrisi Karvonides-Dushenko | Nominiert |

## Emmy Awards
Der Emmy ist ein Fernsehproduktionspreis, der als die Fernsehversion der Academy Awards gilt. Die erste Staffel von Carnivàle erhielt 2004 vier Emmynominierungen und gewann fünf in Creative Arts Kategorien. Die zweite Staffel wurde weitere acht Mal für einen Emmy 2005 nominiert, gewann jedoch keinen.
| Jahr | Kategorie                                                                  | Nominierung | Episode | Ergebnis  |
| ---- | -------------------------------------------------------------------------- | --- | --- | --------- |
| 2004 | Outstanding Casting for a Drama Series                                     | John Papsidera, Wendy O’Brien                                                                                            | — | Nominiert |
| 2004 | Outstanding Main Title Design                                              | Angus Wall, Patrick Murphy, Vonetta Taylor                                                                               | — | Gewonnen  |
| 2004 | Outstanding Art Direction for a Single-Camera Series                       | Bernt Amadeus Capra, Jeremy Cassells, Leslie McCarthy-Frankenheimer, Dan Bishop, Roger L. King, Gary Kosko, Sara Andrews | Milfay (Welt aus Staub) (Pilotepisode)                                                                            | Gewonnen  |
| 2004 | Outstanding Cinematography for a Single-Camera Series                      | Jeff Jur | Pick a Number (Justiz der Zahlen)                                                                                 | Gewonnen  |
| 2004 | Outstanding Costumes for a Series                                          | Ruth Myers, Linda Henrikson, Terry Dresbach, Niklas J. Palm, Lucinda Campbell                                            | Milfay (Welt aus Staub) (Pilotepisode)                                                                            | Gewonnen  |
| 2004 | Outstanding Hairstyling for a Series                                       | Kerry Mendenhall, Louisa V. Anthony, Elizabeth Rabe                                                                      | After the Ball Is Over (Richtung Süden)                                                                           | Gewonnen  |
| 2004 | Outstanding Makeup for a Series (Non-Prosthetic)                           | Steve Artmont, Simone Almekias-Siegl                                                                                     | Babylon | Nominiert |
| 2005 | Outstanding Music Composition for a Series (Dramatic Underscore)           | Jeff Beal | Lincoln Highway (Geteert und gefedert)                                                                            | Nominiert |
| 2005 | Outstanding Art Direction for a Single-Camera Series                       | Dan Bishop, Roger L. King, David Morong, Joyce Anne Gilstrap                                                             | Old Cherry Blossom Road (Das alte Weib), Damascus, NE (Henry Scudder), Outside New Canaan (Die Taufe des Teufels) | Nominiert |
| 2005 | Outstanding Cinematography for a Single-Camera Series                      | Jim Denault | The Road to Damascus (Der Weg nach Damascus)                                                                      | Nominiert |
| 2005 | Outstanding Cinematography for a Single-Camera Series                      | Jeff Jur | Lincoln Highway (Geteert und gefedert)                                                                            | Nominiert |
| 2005 | Outstanding Costumes for a Series                                          | Chrisi Karvonides-Dushenko, Robin Roberts                                                                                | The Road to Damascus (Der Weg nach Damascus)                                                                      | Nominiert |
| 2005 | Outstanding Hairstyling for a Series                                       | Norma Lee, Nanci Cascio, Violet Ortiz                                                                                    | Outside New Canaan (Die Taufe des Teufels)                                                                        | Nominiert |
| 2005 | Outstanding Makeup for a Series (non-prosthetic)                           | Steve Artmont, Simone Almekias-Siegl, Heather Plott                                                                      | Alamogordo, NM | Nominiert |
| 2005 | Outstanding Prosthetic Makeup for a Series, Miniseries, Movie or a Special | Rob Hinderstein, Joel Harlow, Kenny Myers                                                                                | Damascus, NE (Henry Scudder)                                                                                      | Nominiert |

## Golden Reel Awards
Der Golden Reel Award wird von den amerikanischen Motion Picture Sound Editors seit 1953 vergeben und ehrt Film- und Fernsehtonmeister und deren Soundtracks. Carnivàle war 2003 für zwei Golden Reel Awards nominiert.
| Jahr | Kategorie                                                         | Nominierung                                                                                   | Episode                  | Ergebnis  |
| ---- | ----------------------------------------------------------------- | --------------------------------------------------------------------------------------------- | ------------------------ | --------- |
| 2003 | Best Sound Editing in Television Episodic – Sound Effects & Foley | Mace Matiosian, William H. Angarola, Bradley C. Katona, Edmond J. Coblentz Jr., Matt Sawelson | —                        | Nominiert |
| 2003 | Best Sound Editing in Television Episodic – Dialogue & ADR        | Mace Matiosian, Ruth Adelman, Lloyd Jay Keiser, Jivan Tahmizian                               | Tipton (Die dunkle Gabe) | Nominiert |

## Satellite Awards
Der Satellite Award, ursprünglich der Golden Satellite Award, ist ein jährlich vergebener Preis der International Press Academy. Carnivàle konnte keine der vier Nominierungen gewinnen.
| Jahr | Kategorie                                            | Nominierung                               | Ergebnis  |
| ---- | ---------------------------------------------------- | ----------------------------------------- | --------- |
| 2003 | Best Television Series, Drama                        | Carnivàle                                 | Nominiert |
| 2003 | Best Actor in a Series, Drama                        | Nick Stahl für die Rolle von Ben Hawkins  | Nominiert |
| 2003 | Best Actress an a Series, Drama                      | Amy Madigan für die Rlle von Iris Crowe   | Nominiert |
| 2003 | Best Actress in a Supporting Role in a Series, Drama | Adrienne Barbeau düe die Rolle von Ruthie | Nominiert |

## Saturn Awards
Der Saturn Award ist ein Preis, der von der Academy of Science Fiction, Fantasy & Horror Films jährlich vergeben wird. Carnivàle wurde 2004 in zwei Kategorien nominiert, gewann im Endeffekt jedoch keinen Preis.
| Jahr | Kategorie                                    | Nominierung                              | Ergebnis  |
| ---- | -------------------------------------------- | ---------------------------------------- | --------- |
| 2004 | Best Syndicated/Cable Television Series      | Carnivàle                                | Nominiert |
| 2004 | Best Supporting Actor in a Television Series | Nick Stahl für die Rolle von Ben Hawkins | Nominiert |

## VES Awards
Die Visual Effects Society repräsentiert einen großen Umfang von Fachmännern für visuelle Effekte in allen Unterhaltungbereichen und ehrt Film, Fernsehen, Werbung, Musikvideos und Videospiele seit 2002. Carnivàle gewann eine von drei Nominierungen 2003.
| Jahr | Kategorie                                                                                                  | Nominierung                                                               | Episode                                | Ergebnis  |
| ---- | --- | ------------------------------------------------------------------------- | -------------------------------------- | --------- |
| 2003 | Outstanding Special Effects in Service to Visual Effects in a Televised Program, Music Video or Commercial | Thomas L. Bellissimo, Charles Belardinelli                                | Milfay (Welt aus Staub) (Pilotepisode) | Gewonnen  |
| 2003 | Outstanding Special Effects in Service to Visual Effects in a Televised Program, Music Video or Commercial | Thomas L. Bellissimo                                                      | Black Blizzard (Schwarzer Blizzard)    | Nominiert |
| 2003 | Outstanding Visual Effects – TV Series                                                                     | David Altenau, Ariel Velasco-Shaw, Thomas L. Bellissimo, Barbara Marshall | Milfay (Welt aus Staub) (Pilotepisode) | Nominiert |

## Andere Auszeichnungen

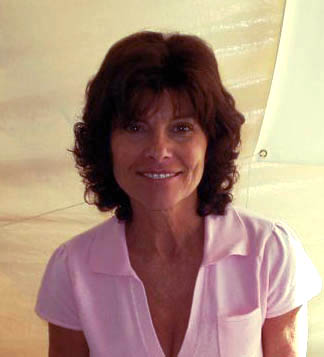
Adrienne Barbeau, die Ruthie spielte, war die einzige Darstellerin von Carnivàle, die einen Preis gewann, den Women’s Image Network Award.

| Jahr | Award                       | Kategorie                                                         | Nominierung                                | Episode                    | Ergebnis  |
| ---- | --------------------------- | ----------------------------------------------------------------- | ------------------------------------------ | -------------------------- | --------- |
| 2003 | Art Directors Guild Award   | Excellence in Production Design – Single-Camera Television Series | Bernt Amadeus Capra, Jeremy Cassells       | —                          | Gewonnen  |
| 2004 | Artios Award                | Best Casting for TV, Dramatic Pilot                               | John Papsidera, Wendy O’Brien              | —                          | Gewonnen  |
| 2003 | Eddie Award                 | Best Edited One-Hour Series for Non-Commercial Television         | David Siegel                               | Creed, OK (Die Totenmaske) | Nominiert |
| 2004 | Women’s Image Network Award | Best Actress – Episodic Drama Series                              | Adrienne Barbeau für die Rolle von Ruthie  | —                          | Gewonnen  |
| 2004 | Young Artist Award          | Best Performance in a Television Series – Recurring Young Actress | Erin Sanders für die Rolle der jungen Iris | —                          | Nominiert |